# The Rains Came
The Rains Came (titulada en Argentina y Venezuela como Llegaron las lluvias y en España como Vinieron las lluvias) es una película de 1939 dirigida por Clarence Brown. El filme es una adaptación de la novela de mismo título escrita por Louis Bromfield.

## Sinopsis
Rama, un indio de buena posición que ha estudiado medicina en los Estados Unidos, regresa a la India y se dedica a la atención de los más desfavorecidos de la ciudad de Ranchipur. Mientras desarrolla su labor, conoce a lady Edwina y a otros frívolos personajes occidentales de la zona, que deberán replantearse sus esquemas vitales cuando se enfrenten a la peste, terremotos e inundaciones.

## Reparto
- Myrna Loy como Lady Edwina Esketh.
- Tyrone Power como el mayor Rama Safti.
- George Brent como Tom Ransome.
- Brenda Joyce como Fern Simon.
- Nigel Bruce como Lord Albert Esketh.
- Maria Ouspenskaya como la maharani.
- Joseph Schildkraut como el señor Bannerjee.
- Mary Nash como la señorita MacDaid.
- Jane Darwell como Tía Phoebe (señora Smiley).
- Marjorie Rambeau como la señora Simon.
- Henry Travers como el reverendo Homer Smiley.
- H.B. Warner como el maharajá.
- Laura Hope Crews como Lily Hoggett-Egburry.
- William Royle como Raschid Ali Khan.
- C. Montague Shaw como el general Keith.
- Harry Hayden como el reverendo Elmer Simon.
- Herbert Evans como Bates.
- Abner Biberman como John.
- Mara Alexander como la señora Bannerjee.
- William Edmunds como el señor Das.

## Premios Óscar
La película tuvo seis nominaciones a los premios de la Academia de 1939, ganando el Óscar a los mejores efectos especiales.
| Categoría                            | Persona                                                     | Resultado |
| ------------------------------------ | ----------------------------------------------------------- | --------- |
| Mejor dirección de arte              | William Darling George Dudley                               | Nominados |
| Mejor banda sonora original          | Alfred Newman                                               | Nominada  |
| Mejor sonido                         | Edmund H. Hansen (20th Century-Fox Studio Sound Department) | Nominado  |
| Mejor fotografía (en blanco y negro) | Arthur Miller                                               | Nominado  |
| Mejor montaje                        | Barbara McLean                                              | Nominada  |
| Mejores efectos visuales             | Fred Sersen Edmund H. Hansen                                | Ganadores |